# Augustine Obiora Akubeze
Augustine Obiora Akubeze (Kaduna, 25 de agosto de 1956) é arcebispo da cidade de Benin.
Agostinho Obiora Akubeze foi ordenado sacerdote em 3 de outubro de 1987. 
Papa Bento XVI nomeou-o Bispo de Uromi em 14 de dezembro de 2005. O arcebispo de Lagos, cardeal Anthony Olubunmi Okogie, concedeu sua consagração episcopal em 25 de fevereiro do ano seguinte; Os co-consagradores foram Patrick Ebosele Ekpu, Arcebispo da Cidade de Benin, e Renzo Fratini, Núncio Apostólico na Nigéria.
Em 18 de março de 2011, foi nomeado arcebispo da cidade de Benin e empossado em 28 de abril do mesmo ano.